# Compañía de los ferrocarriles de Tarragona a Barcelona y Francia
La Compañía de los Ferrocarriles de Tarragona a Barcelona y Francia (TBF) fue una compañía ferroviaria española.
Se fundó en diciembre de 1875 debido a la fusión de Caminos de Hierro de Barcelona a Francia por Figueras (BFF) y Compañía del Ferrocarril de Tarragona a Martorell y Barcelona (TMB). Fue la compañía que conectó por ferrocarril Barcelona con la frontera francesa. En 1889 TBF y la Compañía de los Ferrocarriles de Madrid a Zaragoza y Alicante (MZA) se fusionaron manteniendo el nombre de la última por acuerdo previo; aun así TBF mantuvo una cierta independencia (incluido en explotación propia) y pasó a llamarse Red catalana de la MZA. En 1925 se inició el proceso de unión definitiva que no se produjo totalmente hasta 1936.

## Historia

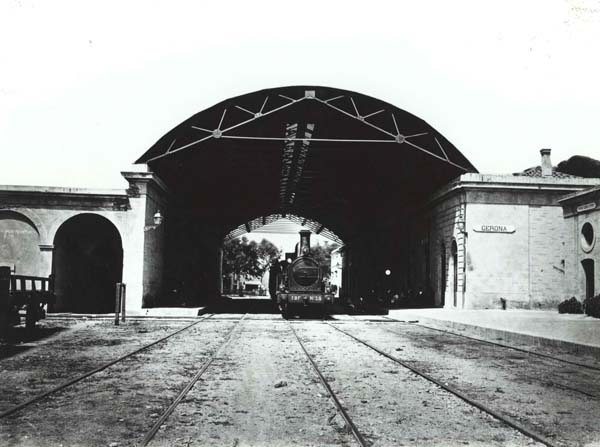
Estación de Gerona.

La compañía fue fundada el 10 de diciembre de 1875 por la fusión de los Caminos de Hierro de Barcelona a Francia por Figueras (BFF) y la Compañía del Ferrocarril de Tarragona a Martorell y Barcelona (TMB). BFF tenía la concesión de la construcción de un ferrocarril hasta Francia pero no la pudo llevar a cabo debido a problemas económicos y la vendió. La fusión fue muy ambiciosa ya que contemplaba la recuperación de dicha concesión y continuar las obras que entonces tenían más potencial. Además la nueva compañía comenzó a trabajar para unir las redes de ambas antiguas compañías.
En dos años la compañía hubo hecho grandes progresos en las obras del ferrocarril a Francia, de este modo el 17 de diciembre de 1877 se celebró la llegada del tren a Figueras
Finalmente, un mes más tarde, el 20 de enero de 1878 se inauguró el tramo hasta Portbou creando la conexión internacional con Francia.

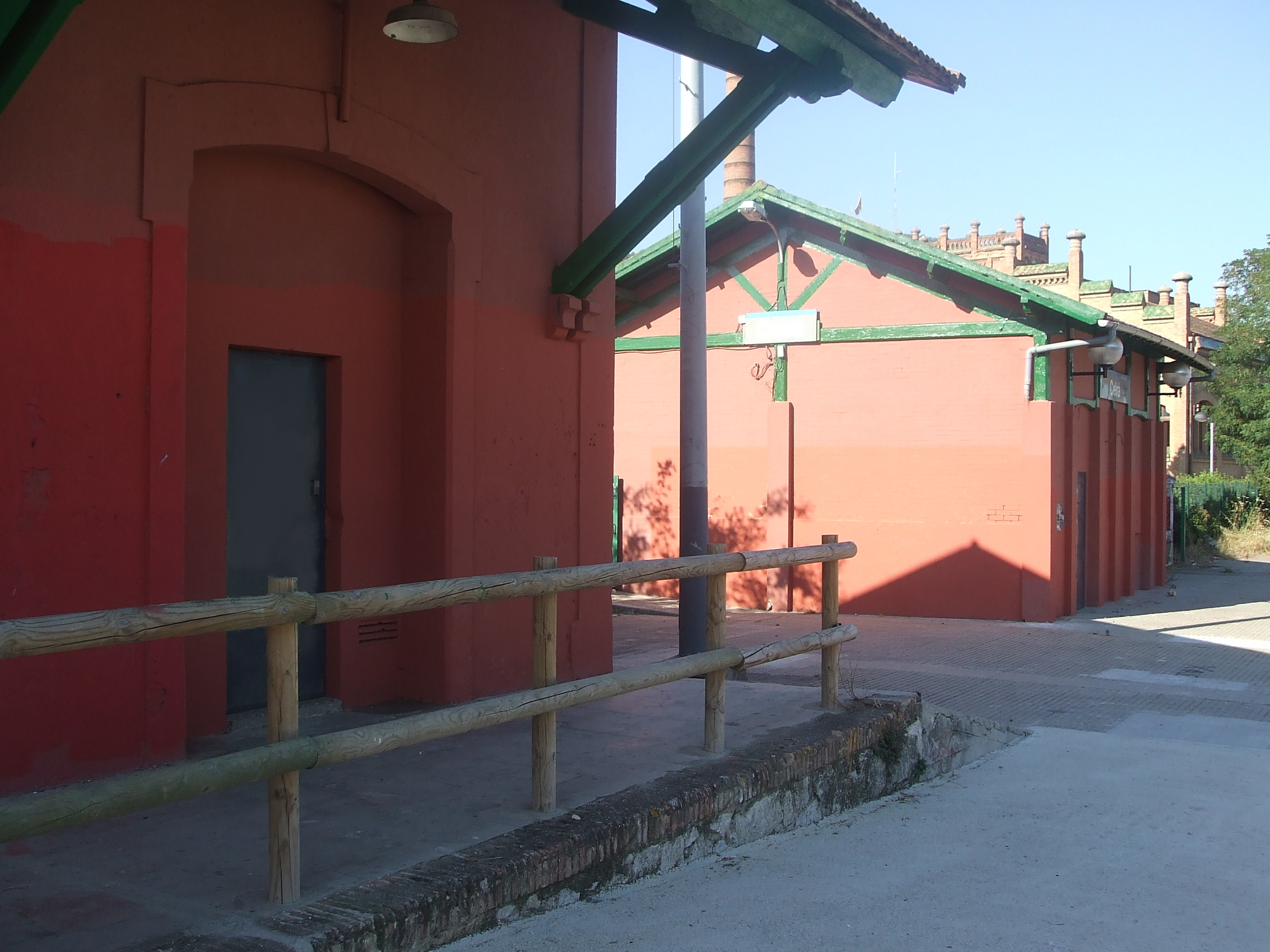
Estación de Celrá, actualmente, aún se conserva la estación de 1877 construida por la compañía.

A pesar del éxito de la conexión internacional, la empresa aún tenía sobre la mesa el polémico asunto de la unión de la línea de Gerona (con estación terminal a Estación de Francia) con la línea de Martorell (con estación terminal en Riera d'en Malla situada en la Rambla de Cataluña, esquina con la ronda de la Universidad) en Barcelona. Después de un gran debate sobre por dónde debía pasar la conexión, se decidió construirla semienterrada por la calle de Aragón; fue entonces cuando la estación de Riera d'en Malla queda sin servicio y fue derribada en 1884.
En 1886 absorbe la Compañía de los Ferrocarriles Directos de Madrid y Zaragoza a Barcelona que tenía la concesión del ferrocarril directo entre Madrid y Barcelona, pero que no la pudo llevar a cabo por problemas económicos.
En 1887 absorbió la Compañía del Ferrocarril de Valls a Vilanova y Barcelona (VVB). Lógicamente la compañía inició inmediatamente las obras para integrar todas sus líneas.

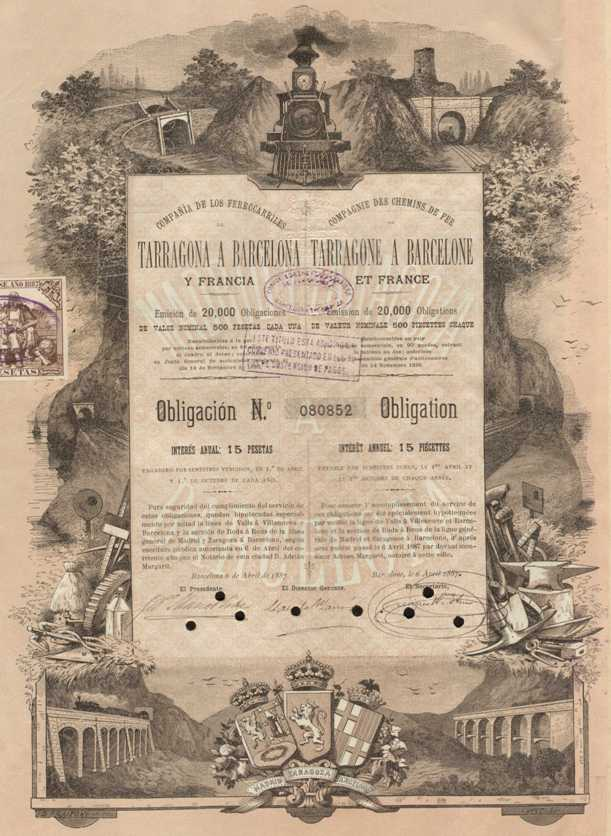
Obligación de la compañía del año 1887.

Fue así como el 24 de abril de 1887 se inaugura la estación de San Vicente de Calders dónde se unirán las líneas de Barcelona-Martorell-Tarragona (ex TMB) y la Barcelona-Vilanova-Valls (ex VVB). El 15 de julio de 1887 inauguran un nuevo enlace en forma de ramal entre el Prat de Llobregat y la Bordeta
A finales de 1889 se iniciaron las negociaciones con la Compañía de los Caminos de Hierro del Norte de España para fusionarse; dichas negociaciones no prosperaron debido a que la principal competidora MZA realizó una oferta mejor. El 2 de junio de 1891 se firma el convenio de fusión con MZA. La nueva compañía fusión de las anteriores se llamará MZA haciéndose efectiva la unión en 1899.

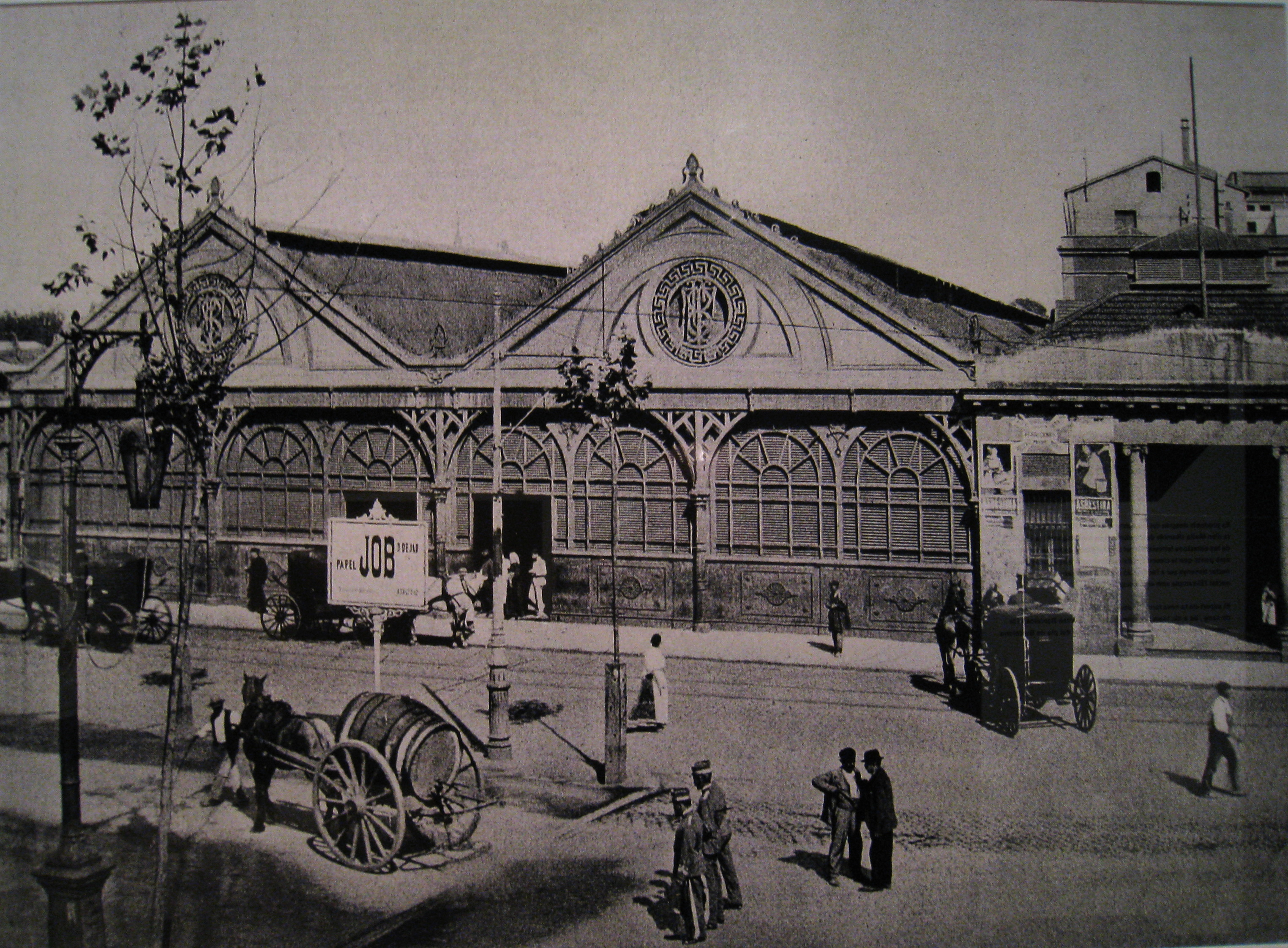
Estación de Francia cuando era de la compañía. Anterior a la actual construida por la Red catalana de la MZA.

El 15 de julio de 1894 se inaugura la línea directa ente Barcelona y Zaragoza. Esta línea tenía un trazado más suave y corto que hasta la entonces existente, para ello se tuvieron que perforar varios túneles de los que destaca el célebre túnel de Argentera (entonces el más largo de toda a red ferroviaria). Las obras se llevaron a cabo bajo la dirección del ingeniero Eduard Maristany
El 1 de enero de 1898 se fusiona con MZA. Sin embargo la TBF mantuvo una cierta independencia, incluso con explotación propia, y pasó a llamarse Red catalana de la MZA. En 1925 comenzó el proceso de unión definitiva, que se acabó de producir completamente en 1936

## Resultados de la compañía

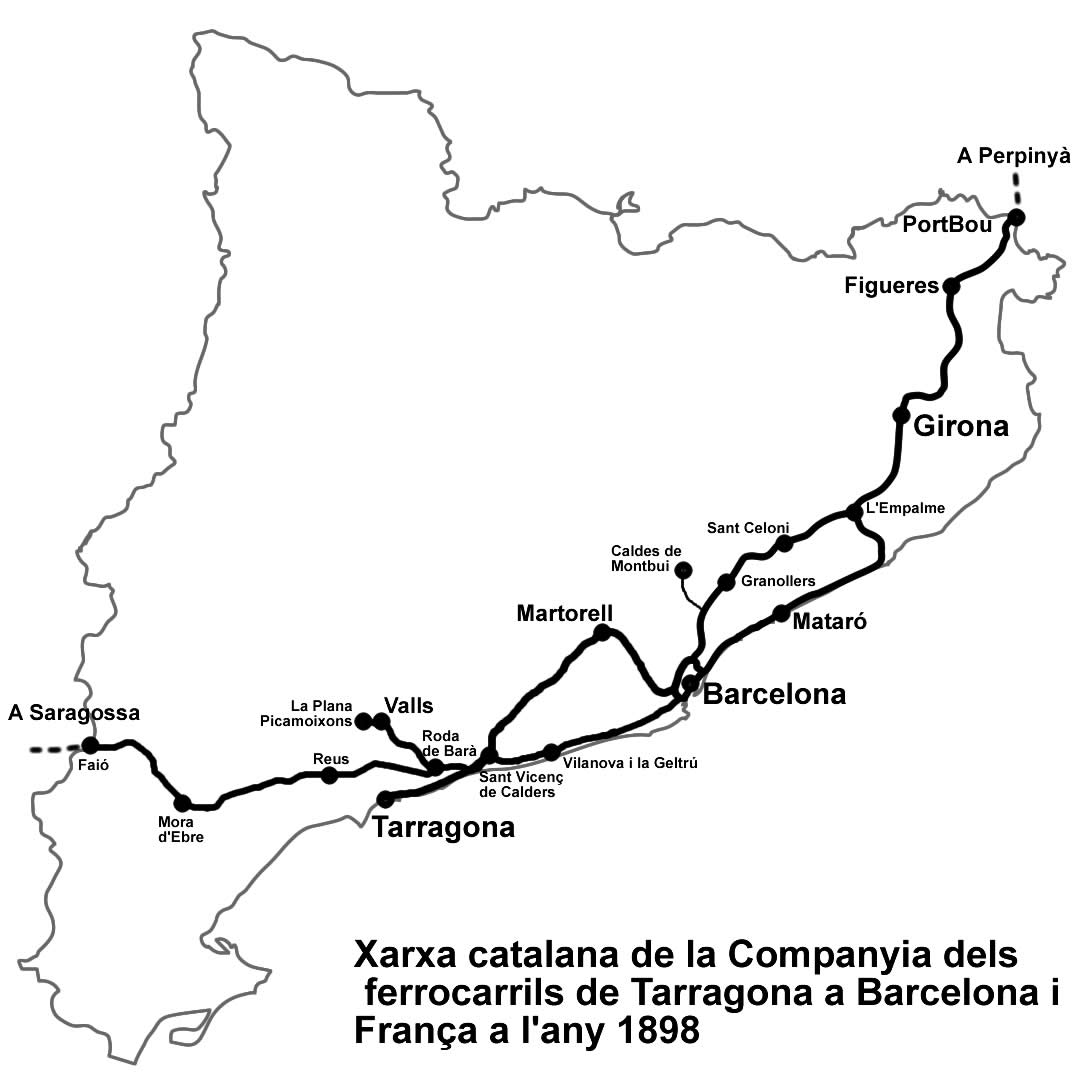
Mapa de la red de la compañía.

## Cronología

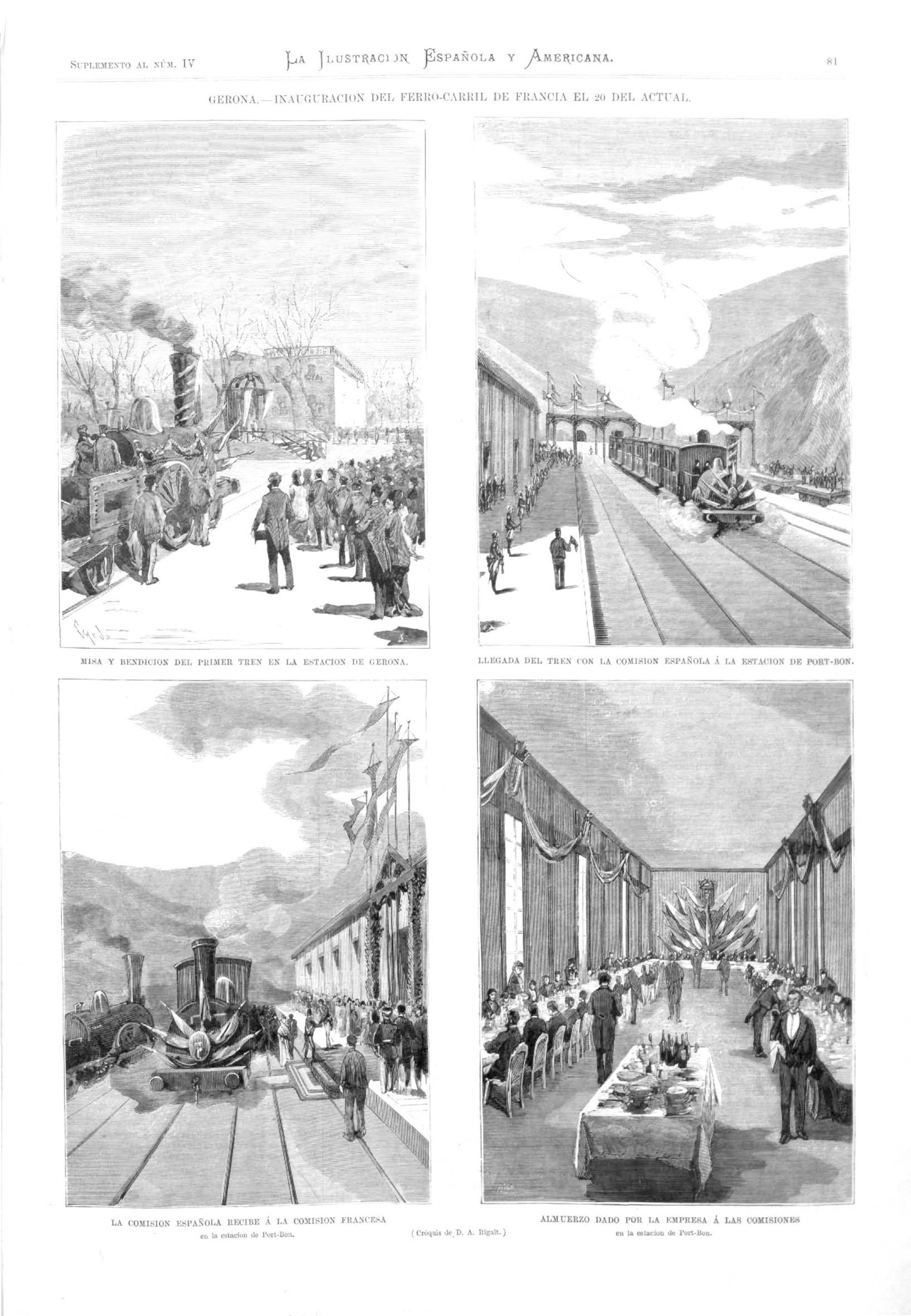
Inauguración del ferrocarril de Francia el 20 de enero de 1878. Grabados a partir de croquis de A. Rigalt en La Ilustración Española y Americana.

- El 10 de diciembre de 1875 se funda la compañía.
- El 17 de diciembre de 1877 de inaugura el ferrocarril a Figueras
- El 20 de enero de 1878 se inaugura el ferrocarril a Portbou, es decir hasta la frontera francesa
- El 25 de octubre de 1882 se inaugura la trinchera por la calle Aragón de Barcelona.
- En 1886 absorbe la Compañía de los Ferrocarriles Directos de Madrid y Zaragoza a Barcelona.
- En 1887 se integra a la companyia la Compañía del Ferrocarril de Valls a Vilanova y Barcelona.
- El 24 de abril de 1887 se inaugura la unión de líneas en Estación de San Vicente de Calders.
- El 15 de julio de 1887 se inaugura el enlace entre el Prat de Llobregat y la La Bordeta (Sants-Montjuïc)
- El 2 de junio de 1891[5] se firma el convenio de fusión con la Compañía de los Ferrocarriles de Madrid a Zaragoza y Alicante (MZA), que mantendrá las siglas.
- El 15 de julio de 1894 se inaugura la línea directa entre Barcelona y Zaragoza.
- El 1 de enero de 1898 se fusiona con la MZA y la compañía pasa a llamarse Red catalana de la MZA

## Líneas explotadas
| Línea                               | Ancho de vía | Año de adquisición | Compañía inicial                                                                               | Inauguración                 | Notes |
| Barcelona-Granollers-Empalme        | 1671 mm      | 10/12/1875         | Caminos de Hierro de Barcelona a Granollers->Caminos de Hierro de Barcelona a Gerona           | 22/7/1854, 26/8/1861.        |       |
| Barcelona-Mataró-Empalme            | 1671 mm      | 10/12/1875         | Caminos de Hierro de Barcelona a Mataró->Caminos de Hierro de Barcelona a Gerona               | 1848                         |       |
| Empalme-Gerona                      | 1671 mm      | 10/12/1875         | Camino de Hierro de Barcelona a Gerona o BFF                                                   | 26/1/1862                    |       |
| Gerona-Portbou                      | 1671 mm      |                    | TBF (Const. Propia)                                                                            | 20/1/1878                    |       |
| Barcelona-Martorell-Tarragona       | 1671 mm      | 10/12/1875         | Compañía del Ferrocarril de Tarragona a Martorell y Barcelona                                  |                              |       |
| Roda de Bará-Reus-Caspe             | 1671 mm      | 1886               | Compañía de los Ferrocarriles Directos de Madrid y Zaragoza a Barcelona y TBF (Const. Propia). | A Reus 1884, resta 15/7/1894 |       |
| Valls-Villanueva y Geltrú-Barcelona | 1671 mm      | 1887               | Compañía del Ferrocarril de Valls a Villanueva y Barcelona                                     |                              |       |
| Mollet del Vallés-Caldas de Mombuy  | 1671 mm      |                    | ?.                                                                                             | 1880                         |       |

## Resultados de la compañía[7]
| -                     | 1878          | 1879          | 1880          | 1881          | 1882          |
| Kilómetros explotados | 347 km        | 347 km        | 347 km        | 347 km        | 347 km        |
| Ingresos              | 36.134.773'49 | 40.605.724'85 | 48.468.702'00 | 51.006.107'51 | 54.757.950'66 |
| Gastos                | 18.308.775'17 | 18.925.836'65 | 22.164.646'23 | 22.702.321'78 | 23.766.295'51 |
| Resultado             | 17.825.998'32 | 21.679.838'20 | 26.204.055'77 | 28.303.785'73 | 30.991.655'15 |
| Viajeros              | 2.500.202     | 2.576.084     | 2.774.730     | 3.029.388     | 3.018.366     |
| Mercancías (Tn)       | 393.996       | 475.300       | 673.367       | 749.123       | 838.064       |